# Melanolophia reductaria
Melanolophia reductaria là một loài bướm đêm trong họ Geometridae.